# Edermünde
Edermünde es un municipio situado en el distrito de distrito de Schwalm-Eder, en el estado federado de Hesse (Alemania). Tiene una población estimada, a mediados de 2024, de 8055 habitantes.